# Fontanil-Cornillon
Fontanil-Cornillon és un municipi francès situat al departament de la Isèra i a la regió d'Alvèrnia-Roine-Alps. L'any 2007 tenia 2.696 habitants.

## Demografia

### Població
El 2007 la població de fet de Fontanil-Cornillon era de 2.696 persones. Hi havia 1.033 famílies de les quals 249 eren unipersonals (96 homes vivint sols i 153 dones vivint soles), 307 parelles sense fills, 380 parelles amb fills i 97 famílies monoparentals amb fills.
La població ha evolucionat segons el següent gràfic:
Habitants censats

### Habitatges
El 2007 hi havia 1.096 habitatges, 1.045 eren l'habitatge principal de la família, 18 eren segones residències i 34 estaven desocupats. 582 eren cases i 509 eren apartaments. Dels 1.045 habitatges principals, 783 estaven ocupats pels seus propietaris, 230 estaven llogats i ocupats pels llogaters i 32 estaven cedits a títol gratuït; 10 tenien una cambra, 91 en tenien dues, 193 en tenien tres, 347 en tenien quatre i 404 en tenien cinc o més. 794 habitatges disposaven pel capbaix d'una plaça de pàrquing. A 490 habitatges hi havia un automòbil i a 498 n'hi havia dos o més.

### Piràmide de població
La piràmide de població per edats i sexe el 2009 era:
| Homes | Edats   | Dones |
| ----- | ------- | ----- |
| 4     | 95 o +  | 0     |
| 12    | 90 a 94 | 28    |
| 12    | 85 a 89 | 24    |
| 8     | 80 a 84 | 36    |
| 12    | 75 a 79 | 24    |
| 44    | 70 a 74 | 28    |
| 32    | 65 a 69 | 24    |
| 60    | 60 a 64 | 76    |
| 92    | 55 a 59 | 72    |
| 84    | 50 a 54 | 92    |
| 92    | 45 a 49 | 112   |
| 88    | 40 a 44 | 88    |
| 108   | 35 a 39 | 116   |
| 56    | 30 a 34 | 96    |
| 72    | 25 a 29 | 68    |
| 64    | 20 a 24 | 56    |
| 96    | 15 a 19 | 96    |
| 64    | 10 a 14 | 124   |
| 84    | 5 a 9   | 96    |
| 52    | 0 a 4   | 32    |

## Economia
El 2007 la població en edat de treballar era de 1.780 persones, 1.354 eren actives i 426 eren inactives. De les 1.354 persones actives 1.265 estaven ocupades (655 homes i 610 dones) i 89 estaven aturades (36 homes i 53 dones). De les 426 persones inactives 145 estaven jubilades, 189 estaven estudiant i 92 estaven classificades com a «altres inactius».

### Ingressos
El 2009 a Fontanil-Cornillon hi havia 1.108 unitats fiscals que integraven 2.813 persones, la mediana anual d'ingressos fiscals per persona era de 23.377 €.

### Activitats econòmiques
Dels 181 establiments que hi havia el 2007, 3 eren d'empreses extractives, 8 d'empreses alimentàries, 5 d'empreses de fabricació de material elèctric, 10 d'empreses de fabricació d'altres productes industrials, 15 d'empreses de construcció, 52 d'empreses de comerç i reparació d'automòbils, 17 d'empreses de transport, 10 d'empreses d'hostatgeria i restauració, 3 d'empreses d'informació i comunicació, 4 d'empreses financeres, 4 d'empreses immobiliàries, 27 d'empreses de serveis, 18 d'entitats de l'administració pública i 5 d'empreses classificades com a «altres activitats de serveis».
Dels 26 establiments de servei als particulars que hi havia el 2009, 8 eren tallers de reparació d'automòbils i de material agrícola, 1 paleta, 1 guixaire pintor, 3 fusteries, 4 lampisteries, 3 electricistes, 2 perruqueries, 2 restaurants, 1 agència immobiliària i 1 saló de bellesa.
Dels 8 establiments comercials que hi havia el 2009, 2 eren botiges de menys de 120 m², 3 fleques, 1 una botiga de congelats, 1 una botiga de mobles i 1 una floristeria.
L'any 2000 a Fontanil-Cornillon hi havia 7 explotacions agrícoles que ocupaven un total de 57 hectàrees.

## Equipaments sanitaris i escolars
L'únic equipament sanitari que hi havia el 2009 era una farmàcia.
El 2009 hi havia 1 escola maternal i 1 escola elemental. Fontanil-Cornillon disposava d'un liceu tecnològic amb 268 alumnes.

## Poblacions més properes
El següent diagrama mostra les poblacions més properes.